# Rörtjärnarna (Junsele socken, Ångermanland, 708706-154780)
Rörtjärnarna är en sjö i Sollefteå kommun i Ångermanland och ingår i Ångermanälvens huvudavrinningsområde.